# Međimurje Čakovec
NK Međimurje Čakovec  ist ein kroatischer Fußballverein aus der Stadt Čakovec.

## Geschichte
Der Fußballverein NK Međimurje wurde im Juni 2003 gegründet. Grundbausteine für den Verein waren der damalige Zweitligist NK Omladinac sowie die jahrelange Tradition des Fußballs in Međimurje.
Um nicht nur den Verein, sondern das ganze Bundesland zu fördern, wurde der Verein nach dem Bundesland Međimurje benannt. Im ersten offiziellen Jahr in der zweiten kroatischen Liga (2. HNL Sjever) wurde durch viel Enthusiasmus durch die Gründer der erste Platz und somit der direkte Aufstieg in die erste kroatische Liga (1. HNL) erreicht.
Zeitgleich mit den Erfolgen auf dem Spielfeld bemühte sich der Vorstand sowohl auf Ebene des Kaders als auch auf Ebene der Vorstandschaft, den damals noch Amateurverein zu einem professionellen Verein umzugestalten. Dies betraf auch die komplette Infrastruktur des Vereine, vor allem das Stadion, welches den Bedürfnissen der ersten Liga sowie auch internationalen Bedürfnissen angepasst werden musste.
In der Saison 2007/08 erlitten die Zukunftsplanungen des Vereins einen herben Rückschlag, wurde man doch deutlich Letzter in der Liga und musste den Weg in die 2. Liga antreten. Nach der Spielzeit 2011/12 stieg man als Vierzehnter gar in die dritte Liga ab.

## Stadion
Am Stadtrand von Čakovec befindet sich ein kleines, modernes und sportlich funktionales Stadion des NK Međimurje, welches den Namen SRC Mladost trägt. Das Stadion wurde 1987 erbaut und ist Eigentum der Stadt Čakovec. Die Instandhaltung des Stadions wurde dem Städtischen Unternehmen Ekom überlassen. 

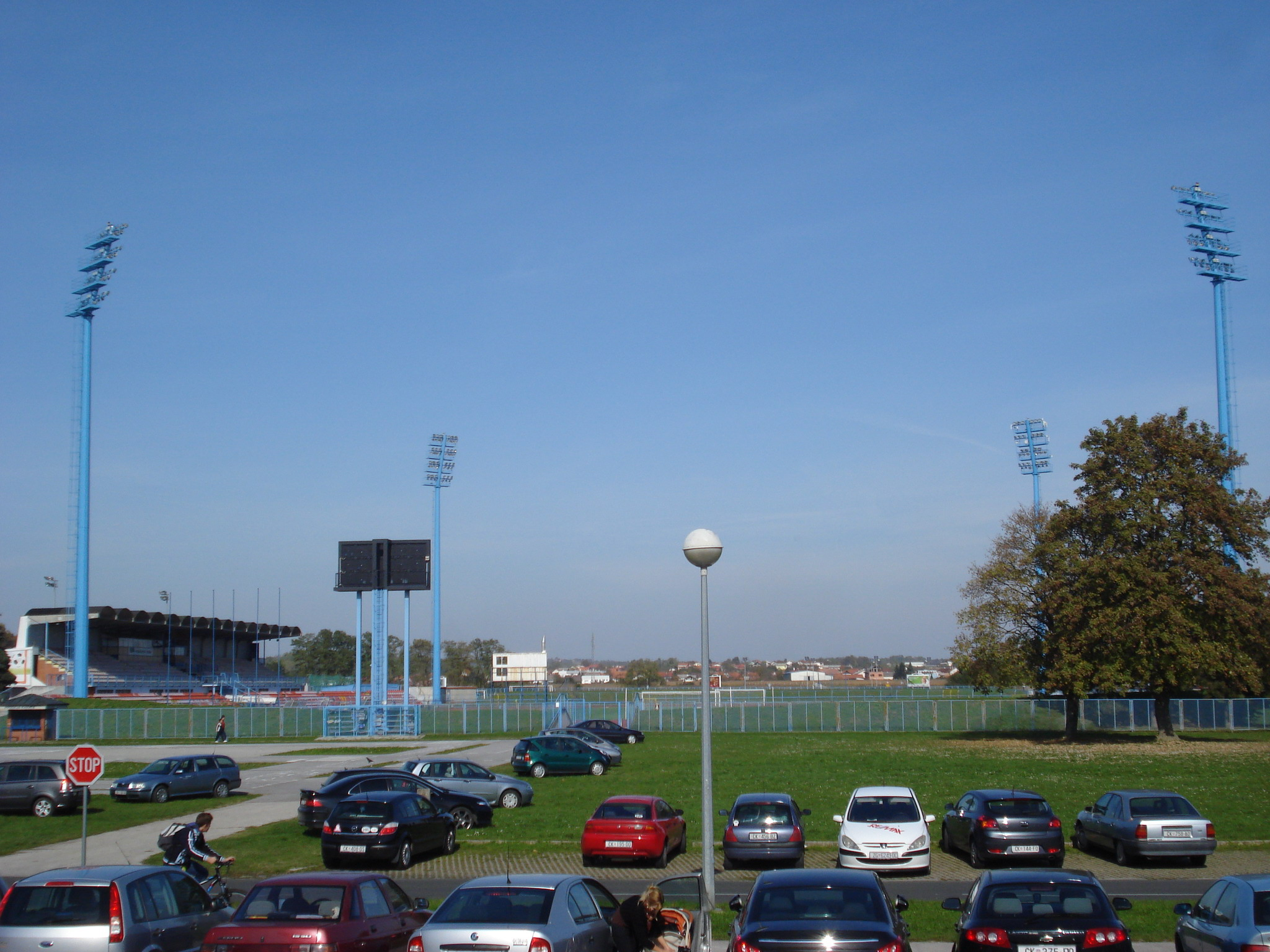
Stadion des NK Međimurje

Das Stadion hat 3000 Sitzplätze, eine überdachte Westtribüne mit 1200 Plätzen sowie eine nichtüberdachte Osttribüne mit 2000 Plätzen. Das Spielfeld hat die Dimensionen 105 m × 68 m und ist mit Naturrasen begrünt. Unter dem Dach des Westtribüne befinden sich die VIP-Logen, dazugehörig auch das Pressezentrum.
Die Umkleidekabinen befinden sich im Erdgeschoss der Westtribüne inkl. Ambulanz, Fitnesshalle, Serviceräume und einer Kegelbahn mit einer Café-Bar. Zum Spielgelände gehören noch 3 Trainingsplätze.

## Erfolge
- 1 × Aufstieg in 1. HNL (2003/04)